# Didier Opertti

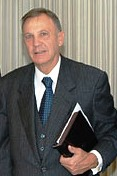
Didier Opertti

Didier Opertti Badán (* 23. April 1937 in Montevideo) ist ein uruguayischer Politiker. Er ist ehemaliger Innen- und Außenminister seines Landes und leitete 1998/99 als Präsident die Generalversammlung der Vereinten Nationen.

## Leben
Bandan ist Anwalt, Professor für Internationales Privatrecht und Doktor der Sozialwissenschaften. Er arbeitet von den 1960er- bis in die 1980er-Jahre in Uruguay als Anwalt. Von 1988 bis 1993 war Botschafter seines Landes bei der Organisation Amerikanischer Staaten (OAS) in Washington. Vom 1. März 1995 bis 2. Februar 1998 war er Innenminister und vom 2. Februar 1998 bis zum 1. März 2005 Außenminister seines Landes.
Opertti saß im Jahr 1999 als Außenminister Uruguay der Mercosur vor und wurde 1998 von der Generalversammlung der UNO für ein Jahr zu ihrem Präsidenten gewählt. Bei den Wahlen im Herbst 2004 wurde die Regierung, der er angehörte, abgewählt, so dass seine Amtszeit zum Ende des Februars des Jahres 2005 endete. Anschließend war er von 2005 bis 2008 Generalsekretär der Lateinamerikanischen Integrationsvereinigung.
Opertti ist darüber hinaus seit 1997 Mitglied der International Law Commission der Vereinten Nationen. Opertti ist verheiratet und hat vier Kinder.